# Skeleton vid olympiska vinterspelen
Skeleton var med i olympiska vinterspelen då de hölls i St. Moritz 1928 och igen 1948, men togs sedan bort från programmet. Sporten återvände till spelen 2002 med tävlingar för både kvinnor och män.

## Grenar
| Tävling | 1928 | 32-36 | 1948 | 52-98 | 2002 | 2006 | 2010 | 2014 | 2018 |
| ------- | ---- | ----- | ---- | ----- | ---- | ---- | ---- | ---- | ---- |
| Herrar  | •    |       | •    |       | •    | •    | •    | •    | •    |
| Damer   |      |       |      |       | •    | •    | •    | •    | •    |

## Medaljfördelning
| Pl.    | Nation                            | Guld | Silver | Brons | Totalt |
| ------ | --------------------------------- | ---- | ------ | ----- | ------ |
| 1      | USA                               | 3    | 4      | 1     | 8      |
| 2      | Storbritannien                    | 3    | 1      | 5     | 9      |
| 3      | Kanada                            | 2    | 1      | 1     | 4      |
| 4      | Ryssland                          | 1    | 0      | 2     | 3      |
| 4      | Schweiz                           | 1    | 0      | 2     | 3      |
| 6      | Italien                           | 1    | 0      | 0     | 1      |
| 6      | Sydkorea                          | 1    | 0      | 0     | 1      |
| 8      | Tyskland                          | 0    | 2      | 1     | 3      |
| 9      | Lettland                          | 0    | 2      | 0     | 2      |
| 10     | Olympiska idrottare från Ryssland | 0    | 1      | 0     | 1      |
| 10     | Österrike                         | 0    | 1      | 0     | 1      |
| Totalt | Totalt                            | 12   | 12     | 12    | 36     |